# Dish Network
DISH Network Corporation — американский поставщик телевидения и владелец прямого вещания спутникового провайдера DISH, широко известный как DISH Network, over-the-top IPTV, Sling TV. Кроме того, DISH Network в настоящее время предлагает услугу мобильной беспроводной связи DISH Wireless. 1 июля 2020 года DISH приобрела Boost Mobile, у которого было 8,89 миллиона клиентов, и намеревается добавить постоплатную услугу в будущем. В компании, расположенной в Энглвуде, штат Колорадо, работает около 16 000 сотрудников.

## История
Сеть DISH начала свою деятельность 4 марта 1996 года как услуга EchoStar. EchoStar была основана в 1980 году её председателем и главным исполнительным директором Чарли Эргеном вместе с коллегами Кэнди Эргеном и Джимом ДеФранко в качестве дистрибьютора спутниковых телевизионных систем C-диапазона. В 1987 году EchoStar применяется для прямого вещания спутниковой лицензии на вещание с FCC и был предоставлен доступ к орбитальной позиции 119 ° западной долготы в 1992 г.
7 декабря 2007 года EchoStar объявила, что выделит свои технологические и инфраструктурные активы в отдельную компанию под названием EchoStar, после чего оставшаяся часть компании будет переименована в DISH Network Corporation. Выделенная EchoStar начала торговлю 3 января 2008 года.

### Приобретение компании
В 2011 году DISH Network (DISH, аббревиатура от DI — digital S — sky H — highway) потратила более 3 миллиардов долларов на приобретение компаний, находящихся в процессе банкротства, которые Андерс Байлунд из The Motley Fool назвал «настоящим сумасшествием покупателя». Это была покупка Blockbuster Inc. 6 апреля 2011 года на аукционе по банкротству в Нью-Йорке. DISH Network согласилась выплатить 322 миллиона долларов наличными и принять 87 миллионов долларов в качестве обязательств, для общенациональной компании по аренде видео. DISH Network также приобрела несуществующие компании DBSD и Terrestar, а также сделала предложение о покупке компании Hulu в октябре 2011 года, но владельцы Hulu решили компанию не продавать. Также DISH Network В 2013 году DISH сделала заявку на покупку обеих компаний — Sprint Nextel или Clearwire.
DISH Network реализовала приобретение Blockbuster, сделав доступным DISH Movie Pack для подписчиков DISH Network и Sling TV для клиентов, не являющихся абонентами DISH Network. Blockbuster также имеет соглашения, которые позволяют получать фильмы за 28 дней до Netflix и Redbox, что может побудить клиентов использовать эти услуги.

### Судебные процессы
DISH и её дочерние компании столкнулись с судебными исками из-за сомнительных действий на сумму 50 000 долларов, за телемаркетинговые звонки которые запрещены в штате Миссури.
На DISH подавали иски и встречные иски. Как утверждает компания DISH Network — эффективное судебное разбирательство важно для корпоративных операций. Одним из таких исков было использование DISH своего видеорегистратора Hopper, чтобы зрители могли легко убирать рекламу.